# Rezerwat leśny

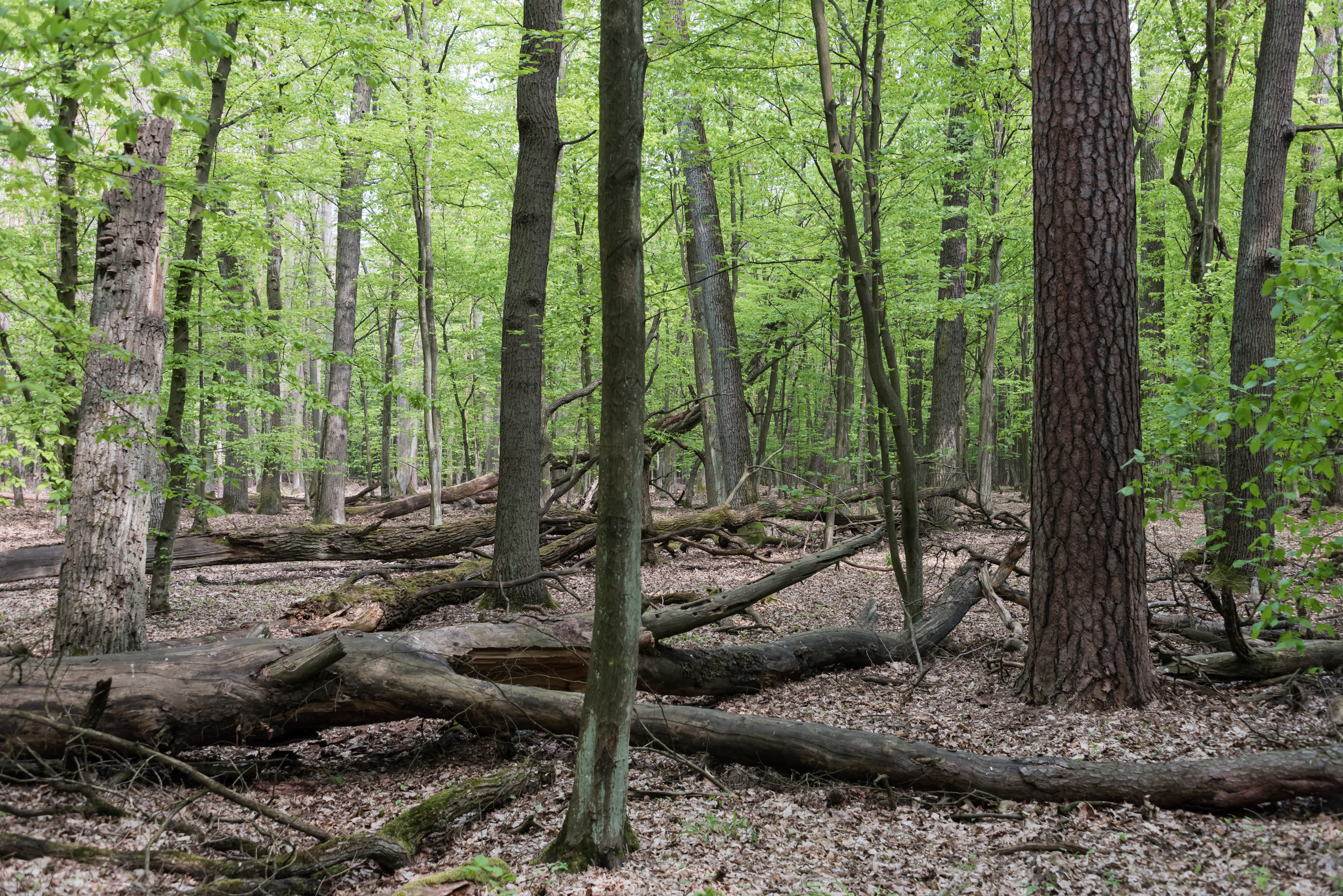
Rezerwat leśny

Rezerwat leśny (symbol L) – rodzaj rezerwatu przyrody, w którym przedmiotem ochrony są pozostałości i fragmenty dawnych puszcz o charakterze pierwotnym, typy zbiorowisk leśnych, a także stanowiska drzew na granicach zasięgu.
W 2015 roku istniało w Polsce 737 rezerwatów leśnych o łącznej powierzchni 66 773 ha. Stanowiły one niemal połowę wszystkich polskich rezerwatów.